# Härkingen
Härkingen är en ort och kommun i distriktet Gäu i kantonen Solothurn, Schweiz. Kommunen har 1 767 invånare (2023).